# Paràsit cuaample
El paràsit cuaample (Stercorarius pomarinus) és una espècie d'ocell de la família dels estercoràrids (Stercorariidae) que en estiu habita la tundra i terrenys costaners de l'Oceà Glacial Àrtic, a l'oest de Groenlàndia, nord de Rússia, cap a l'est fins a la península de Txukotka i Nova Terra, Alaska, nord del Canadà continental i illes àrtiques. En hivern es torna pelàgic i habita tots els oceans a zones tropicals i temperades. Als Països Catalans es presenta en petit nombre com a migrant.